# Министерство труда США
Министе́рство тру́да США (англ. United States Department of Labor) — один из исполнительных департаментов правительства США.
Создано в 1913 году. По состоянию на 2007 год число сотрудников — около 17 тыс., бюджет — 60 млрд долларов. В функции министерства входит обеспечение прав работников, улучшение условий труда, увеличение возможностей для занятости, защита пенсионных и больничных выплат.

## Задачи Министерства
- поощрять и повышать благосостояние наёмных работников;
- решать проблемы, связанные с нарушением трудового законодательства;
- улучшать условия труда;
- расширять возможности для прибыльной занятости;
- обеспечивать связанные с работой льготы и права;
- бороться с безработицей;
- работать с законными мигрантами;
- привлекать новую рабочую силу из-за рубежа;
- решать проблемы незаконной миграции (депортацию осуществляет министерство юстиции, министерство труда уполномочено проводить работу связанную с профилактикой незаконной миграции, доводить до сведения незаконных мигрантов о легальных методах работы в США, и адаптировать незаконных мигрантов к рынку труда США и выводить их из теневого сегмента рынка труда.
- выступать в качестве связующего звена между рабочими и правительством;
- регулировать вопросы связанные с забастовками, стачками и иными видами протеста рабочих. Призывать их к порядку;
- в случае забастовок или иных конфликтов с работодателем и (или) правительством узнавать о требованиях рабочих и по возможности выполнять их, или находить компромиссы.

## Подразделения министерства
- Управление по охране труда. Создано после принятия Закона об охране труда в 1970 году для разработки требований к работодателям, направленных на защиту жизни и здоровья работников. За два года, предшествовавших созданию Управления, из-за воздействия вредных и опасных производственных факторов каждый год умирало 14 тыс. рабочих, и у 2 млн возникали профессиональные заболевания, или травмы[4] Уже через 2-3 года профессиональная заболеваемость снизилась в несколько раз;
- Федеральное бюро статистики труда США;
- другие подразделения.
- Бюро по международным вопросам труда

## История
В 1884 году Конгресс США впервые учредил Бюро статистики труда с Законом о труде для сбора информации о труде и занятости. Это бюро находилось в ведении Министерства внутренних дел. Бюро начало сбор экономических данных в 1884 году и опубликовало свой первый отчёт в 1886 году. Позже, в 1888 году, Бюро труда стало независимым Департаментом труда, но не имело исполнительного звания.
В феврале 1903 года оно снова стало бюро, когда было создано Министерство торговли и труда. Президент США Уильям Говард Тафт подписал 4 марта 1913 года законопроект (последний день своего президентства), в соответствии с которым Министерство труда было учреждено на уровне кабинета министров. Уильям Бишоп Уилсон был назначен первым министром труда 5 марта 1913 года президентом Вудро Вильсоном. В октябре 1919 года секретарь Уилсон председательствовал на первом заседании Международной организации труда, хотя США ещё не были её членом.
В сентябре 1916 года Закон о компенсации федеральным служащим ввёл льготы для работников, получивших травмы или заболевших на рабочем месте. В соответствии с этим законом было учреждено агентство, ответственное за компенсацию федеральным рабочим, которое было передано Министерству труда в 1940-х годах и стало известно как Управление программ компенсации рабочим.
Фрэнсис Перкинс, первая женщина-член кабинета министров, была назначена министром труда президентом Рузвельтом 4 марта 1933 года. Перкинс проработала 12 лет и была министром труда дольше всех.
Во время правления Джона Ф. Кеннеди планировалось объединить большинство офисов департамента, разбросанных по более чем 20 точкам. В середине 1960-х годов началось строительство «Нового лейбористского корпуса», которое было завершено в 1975 году. В 1980 году он был назван в честь Фрэнсис Перкинс.
Президент Линдон Б. Джонсон попросил Конгресс рассмотреть идею воссоединения министерства торговли и труда. Он утверждал, что у этих двух министерств схожие цели и что у них будут более эффективные каналы связи в одном министерстве. Однако Конгресс так и не отреагировал.
В 1970-х годах, вслед за движением за гражданские права, заместитель министра труда Джордж П. Шульц предпринял согласованные усилия по продвижению расового разнообразия в профсоюзах.
В 1978 году Министерство труда учредило Премию Филипа Арноу, предназначенную для признания выдающихся карьерных сотрудников, таких как Филип Арноу, в честь которого и было дано название премии. В том же году Карин Клаусс стала первой женщиной-юристом отдела.
В 2010 году местный представитель Американской федерации государственных служащих заявил о своём недовольстве тем, что давняя программа гибкого графика, сокращённая при администрации Джорджа Буша-младшего, не была восстановлена при администрации Обамы. Должностные лица министерства заявили, что программа была современной и справедливой, и что она является частью текущих переговоров по контракту с местными жителями.
В августе 2010 года Партнёрство в сфере государственной службы поставило Министерство труда на 23-е место из 31 крупного агентства в своём ежегодном списке «Лучшие места для работы в федеральном правительстве».
В декабре 2010 года тогдашний министр труда Хильда Солис была назначена председателем Межведомственного совета США по бездомным, членом которого является лейбористская партия с момента его основания в 1987 году.
В июле 2011 года Рэй Джефферсон, помощник секретаря VETS, ушёл в отставку из-за его причастности к скандалу с контрактами.
В марте 2013 года министерство отмечало свой столетний юбилей.
В июле 2013 года Том Перес был утверждён министром труда. Согласно высказываниям Переса на церемонии его приведения к присяге: «По сути, министерство труда — это отдел возможностей».
В апреле 2017 года новым министром труда был утверждён Александр Акоста. В июле 2019 года Акоста ушёл в отставку из-за скандала, связанного с его ролью в сделке с Джеффри Эпштейном. Его сменил 30 сентября 2019 года Юджин Скалиа. Скалия работал на должности до прихода к власти администрации Байдена 20 января 2021 года. Нынешний секретарь — Марти Уолш.